# Maggior generale
Il maggior generale è un ufficiale generale di diverse gerarchie militari, in vari paesi. Nella maggior parte degli stati in cui è in uso questa denominazione, è chiamato anche "generale a due stelle", per via del distintivo che ne identifica il grado.

## Italia
Nell'Esercito Italiano, il maggior generale dei corpi logistici corrisponde al generale di divisione.
Il distintivo di grado è uguale a quello di generale di divisione ed è costituito da due stellette e da una greca. La presenza di una stelletta bordata d'oro indica invece le promozioni a titolo onorifico.

### Regio Esercito
Nel Regio Esercito gli unici gradi dei generali fino alla prima guerra mondiale erano  maggior generale, tenente generale e generale d'esercito. All'entrata in guerra dell'Italia nel primo conflitto mondiale venne introdotto il grado di generale in comando d'armata, intermedio tra tenente generale e generale d'esercito.
Durante la prima guerra mondiale venne introdotto, per il colonnello in comando di brigata, anche il grado di colonnello brigadiere poi trasformato in brigadier generale ed inserito nella categoria degli ufficiali generali. Per distinguere meglio gli incarichi di comando, in Italia nel Regio Esercito nel corso della prima guerra mondiale i gradi gerarchici degli ufficiali generali passarono da tre a otto. La massima suddivisione si ebbe nel 1918 quando oltre al grado di brigadier generale il grado di maggior generale, venne suddiviso in maggior generale in comando di brigata e maggior generale in comando di divisione e il grado di tenente generale suddiviso in Tenente generale in comando di divisione, Tenente generale in comando di corpo d'armata e vennero istituiti i gradi di Tenente generale in comando di armata e tenente generale capo di stato maggiore dell'esercito.
Distintivo di grado precedentemente la prima guerra mondiale
| Distintivo di grado |                            |                            |
| Grado               | Distintivo di grado (1870) | Distintivo di grado (1908) |

Distintivo di grado durante la prima guerra mondiale
| Paramano |                                                 |                                        |
| Grado    | Maggior generale in comando di divisione (1918) | Maggior generale in comando di brigata |

Tali gradi vennero poi sostituiti negli anni venti, dai gradi di: 
- generale di brigata (1 stella);
- generale di divisione (2 stelle);
- generale di corpo d'armata (2 stelle, 1 corona);
- generale di corpo d'armata designato d'armata (corrispondente all'attuale generale di corpo d'armata con incarichi speciali)
- generale d'armata (3 stelle, solo raggiungibile per meriti di guerra, abolito nel 1947)
- Maresciallo d'Italia (4 stelle, titolo onorifico conferito solo per meriti di guerra, abolito nel 1947)
- primo maresciallo dell'Impero (doppia greca, solo per Mussolini e il Re)

### Esercito Italiano
La denominazione dei gradi rimase anche dopo la proclamazione della Repubblica e il cambio di denominazione del Regio Esercito in Esercito Italiano solo nelle "armi combattenti" mentre nei corpi di supporto esistevano fino al 1997:
- maggior generale (omologo al generale di brigata)
- tenente generale (omologo al generale di divisione)
- generale ispettore d'arma/corpo o servizio (omologo al generale di corpo d'armata.

Nel 1997 i gradi degli ufficiali generali erano stati uniformati sul modello anglosassone e ridenominati da generale di brigata, generale di divisione e generale di corpo d'armata, in brigadier generale, maggior generale e tenente generale e venne inoltre istituito, per il solo capo di stato maggiore della difesa, il grado a quattro stelle di generale.
Dal 16 dicembre 2004 per effetto della legge 2 dicembre 2004 n.299 le denominazioni per gli ufficiali generali provenienti dalle "Armi" sono tornate le classiche "generale di brigata, generale di divisione e generale di corpo d'armata" mentre nei corpi di supporto si è tornati all'antica, mantenendo pero il grado di brigadier generale, che fino al 1997 nei servizi non esisteva e le denominazioni dei gradi di brigadier generale, maggior generale e tenente generale sono rimaste in vigore per gli ufficiali generali dei corpi logistici.
Fino alla fine degli anni novanta in Italia il Maggior generale era l'equivalente del generale di brigata, mentre successivamente al 1997 è diventato e poi rimasto l'equivalente del generale di divisione.
Alcuni generali di divisione o maggior generale indossano una terza stella funzionale (o equivalente), con bordo rosso che rappresenta un incarico speciale o l'assunzione di un incarico di comando/staff del grado superiore.
Gli ufficiali generali che adottano tali distintivi ricoprono gli incarichi di:
- direttore di Ufficio centrale del bilancio e degli affari finanziari (sigla telegrafica: BILANDIFE) (qualora maggiore generale o grado equivalente);
- direttore generale della sanità militare della difesa (qualora maggiore generale o grado equivalente);
- direttore generale di Commissariato e dei servizi generali della difesa (qualora maggiore generale o grado equivalente);
- capi dei corpi e delle armi delle forze armate italiane (qualora maggiore generale o grado equivalente);
- comandante generale delle capitanerie di porto (qualora ammiraglio ispettore).[2]

Distintivo per controspallina di generale di divisione
Distintivo per controspallina di generale di divisione con funzioni superiori
Distintivo per controspallina di generale di divisione a titolo onorifico

### Regia Marina
Nella Regia Marina il grado di maggior generale venne istituito nei corpi tecnici, logistici e sanitario nel 1904 in sostituzione del grado di ispettore e nel 1919, con la denominazione di maggior generale di porto, nel Corpo delle Capitanerie di porto, che in seguito a Regio decreto nº 2349 del 27 novembre 1919, il Corpo delle Capitanerie di Porto, che con la prima guerra mondiale ebbe tutti gli appartenenti al Corpo militarizzati, divenne militare definitivamente a tutti gli effetti, e dal 1923 divenne un Corpo della Regia Marina, alle dipendenze dal Ministero della marina mercantile per quanto riguarda le sue funzioni e dal Ministero della marina in materia di stato giuridico, di reclutamento, di disciplina e di progressione nei gradi. Il grado era omologo, tra gli ufficiali di vascello, al grado di contrammiraglio. La denominazione di maggior generale e di maggior generale di porto è rimasta in vigore anche dopo la proclamazione della Repubblica, nella Marina Militare, per i corpi tecnici e logistici al 1973.
Precedentemente alla riforma dei gradi del 1973 i gradi degli ufficiali dei corpi tecnici e logistici della Marina Militare Italiana avevano le stesse denominazioni in uso nell'Esercito italiano, e il tenente generale era equivalente all'ammiraglio di divisione, il generale ispettore era equivalente all'ammiraglio di squadra e il maggior generale al contrammiraglio. Dopo la riforma delle denominazioni dei gradi della Marina Militare introdotta con la legge 16 aprile 1973, n. 174, gli ufficiali dei corpi tecnici portano gli stessi gradi degli altri ufficiali del Corpo di stato maggiore della Marina Militare, con l'aggiunta dei suffissi "(AN)", "(GN)", "(SAN)", "(CM)", "(CP)" ad eccezione dei gradi di ammiraglio di divisione e ammiraglio di squadra che nei corpi tecnici e logistici divennero rispettivamente ammiraglio ispettore e ammiraglio ispettore capo.
| Gradi degli ufficiali generali dei corpi tecnici e logistici fino al 1923 | Gradi degli ufficiali generali dei corpi tecnici e logistici fino al 1923 | Gradi degli ufficiali generali dei corpi tecnici e logistici fino al 1923 | Gradi degli ufficiali generali dei corpi tecnici e logistici fino al 1923 | Gradi degli ufficiali generali dei corpi tecnici e logistici fino al 1923 | Gradi degli ufficiali generali dei corpi tecnici e logistici fino al 1923 |
| Ufficiali del Corpo del Genio Navale                                      | Ufficiali macchinisti                                                     | Ufficiali specialisti per le armi navali (dal 1918 al 1919)               | Ufficiali del Corpo Sanitario                                             | Ufficiali del Corpo del Commissariato                                     | Distintivo (sottopannatura rossa a titolo esemplificativo)                |
| ------------------------------------------------------------------------- | ------------------------------------------------------------------------- | ------------------------------------------------------------------------- | ------------------------------------------------------------------------- | ------------------------------------------------------------------------- | ------------------------------------------------------------------------- |
| ispettore delle costruzioni navali (dal 1861 al 1904)                     | macchinista ispettore (dal 1897 al 1904)                                  | maggiore generale (dal 1918 al 1919)                                      | medico ispettore (dal 1875 al 1904)                                       | ispettore (dal 1887 al 1904)                                              |                                                                           |
| maggiore generale (dal 1904 al 1923)                                      | maggiore generale macchinista (dal 1904 al 1923)                          | maggiore generale (dal 1918 al 1919)                                      | maggiore generale medico (dal 1904 al 1923)                               | maggiore generale commissario (dal 1904 al 1923)                          |                                                                           |

## Stati Uniti
Nell'ordinamento militare degli Stati Uniti d'America (esercito, Marines e aviazione) il maggior generale (major general) ha un grado immediatamente al di sotto di quello di tenente generale (lieutenant general) e immediatamente al di sopra di quello di brigadier generale (brigadier general). Il grado ha la stessa denominazione nella US Air Force e nei Marines.
Nella US Navy e nella US Coast Guard il grado di maggior generale equivalente è retroammiraglio (Rear Admiral).

## Regno Unito
Analogo grado gerarchico a quello degli Stati Uniti esiste nel Regno Unito nell'esercito britannico e in quello dei paesi del Commonwealth e nei paesi di tradizione britannica.
Il grado oltre che nel British Army ha la stessa denominazione anche nei Royal Marines.
Nella Royal Air Force il grado omologo è Vice maresciallo dell'aria (inglese: Air Vice-Marshal), mentre nella Royal Navy il grado omologo è retroammiraglio (Rear Admiral), come nella US Navy.

## Commonwealth
Nei paesi del Commonwealth, il grado di Maggior generale ha come corrispondente grado gerarchico nella Marina, quello di retroammiraglio, cone nella Royal Navy e nelle forze aeree che adottano un sistema di gradi differente da quello dell'esercito il corrispondente grado gerarchico è Vice maresciallo dell'aria (inglese: Air Vice-Marshal) come nella Royal Air Force.
La Royal Canadian Air Force ad esempio, pur facendo parte il Canada del Commonwealth, adotta il sistema dei gradi del Canadian Army e la denominazione del grado è maggior generale (inglese: Major-general; francese: Major-général) mentre la denominazione del corrispondente grado gerarchico della Royal Canadian Navy è retroammiraglio ("Rear-admiral") in lingua inglese e contrammiraglio (Contre-amiral) in francese.

Australian Army Major General
Bangladesh Major general
Canadian Army major general
Indian Army major general
Pakistan Army major general

## Unione Sovietica, Russia e paesi del Patto di Varsavia
Nei paesi del Patto di Varsavia il grado di Maggior generale corrispondeva a quello di generale di brigata; per gli ufficiali generali, era in vigore la seguente gerarchia dei gradi: maggior generale – tenente generale – colonnello generale – generale d'armata – maresciallo. Tale scala gerarchica è ancora in vigore nelle forze armate della Federazione Russa.

## Francia
In Francia maggior generale non è un grado ma indica un Generale di corpo d'armata con incarichi speciali. Anche in Spagna e altri paesi si usa quest'ultima nomenclatura.

## Giappone
Perché nessun grado di brigadier generale viene utilizzato in Giappone, il maggior generale è la posizione che ricopre il comandante di brigata. Pertanto, corrisponde anche al generale di brigata, come in paesi quali il Brasile e il Cile. In passato, Rikugun-shōshō (giapponese 陸軍少将) nell'Esercito Imperiale giapponese era equivalente a maggior generale, nella corrente Forza d'Autodifesa Terrestre giapponese, equivale Rikushō-ho (giapponese 陸将補) e Kūshō-ho (giapponese 空将補) nella Forza d'Autodifesa Aerea giapponese.

陸軍少将
陸将補
空将補